# Alessandro Lanari
Alessandro Lanari, né à San Marcello en 25 janvier 1787 et mort à Florence le 7 octobre 1852, est un impresario italien d'opéra du XIXe siècle. 

## Biographie
Surnommé le « Napoléon des impresarios », il est considéré comme l'un des entrepreneurs de spectacles majeurs de la Péninsule. Célèbre pour son choix très sûr des compositeurs comme des interprètes, il exerce d'abord à Lucques, Rome, Milan, Venise, Naples puis devient le responsable du Teatro della Pergola de Florence de 1820 à 1852. Il collabore pendant ces trente années avec pratiquement tous les compositeurs d'opéra romantique italiens, de Gaetano Donizetti (Parisina en 1833) à Giuseppe Verdi (Macbeth en 1847) en passant par Giovanni Pacini ou Saverio Mercadante.
Son fils Antonio Lanari dit Tonino est, en 1844, un tout nouvel impresario lorsqu'il commande un nouvel opéra (I due Foscari) à Verdi pour sa première saison au Teatro Argentina de Rome dont il vient d'obtenir le privilège pour huit ans.

## Sources et références
1. ↑  Julian Budden dans le Grove Dictionary of Music and Musicians donne les dates de 1790 et 3 octobre 1862, rectifiées par des sources plus récentes : « Lanari, Alessandro », dans Dizionario bibliografico degli italiani, vol. 64, Encyclopédie Treccani, 2004 (lire en ligne) ; « Il Napoleon degli impresari », sur Fondazione Alesandro Lanari
2. ↑  John Rosselli, New Grove Dictionary of Music and Musicians
3. ↑  Précisément, selon Julian Budden, de 1823 à 1828, puis de 1830 à 1835, de 1839 à 1848 et, de manière erronée, de 1860 à 1862 au lieu de 1850 à 1852
4. ↑  (en) David R. B. Kimbell, Verdi in the Age of Italian Romanticism, Cambridge University Press, 1985, 720 p.  (ISBN 9780521316781)
(Lire en ligne)